# Josef Syrový
Josef Syrový (21. února 1879 Přerov nad Labem – 22. srpna 1956 Praha) byl český krajinářský malíř.

## Život
Absolvoval Vysokou školu uměleckoprůmyslovou a Akademii výtvarných umění v Praze u profesorů Václava Brožíka a Vojtěcha Hynaise.
Ve dvaceti letech se odstěhoval do Itálie, posléze se usadil v San Marinu. Zde se oženil se zpěvačkou A. Cmourovou, která užívala pseudonym Lola Jelen. V letech 1901–1903 pobýval v Mnichově, kde studoval u profesora K. Marra.
V roce 1911 odcestoval do Paříže, kde žil 28 let. Zaměřil se zejména na přímořskou krajinu Bretaně. Vznikaly zde oleje rybářských lodí, rybářů při práci a bretaňských žen. Zároveň ho sváděla krajina v Itteville v oblasti Île-de-France, jež mu připomínala rodné Polabí. V Praze vystavoval poprvé roku 1928. Pařížská kritika oceňovala zejména jeho akvarely z Bretaně, v nichž projevuje „robustní svěžest barvy i kresby“ a jeho oleje z Itteville a Montmartru.
V roce 1939 se s manželkou vrátil do Prahy a v umělecké tvorbě se zaměřil na městskou krajinu hlavního českého města. Roku 1940 v Mazačově galerii vystavil 23 olejů a 13 akvarelů, po roce 1945 se zúčastnil výstavy „Národ svým umělcům“.
Je mimo jiné autorem oltářního obrazu v kostele sv. Vojtěcha ve svém rodišti a malby sv. Vojtěcha v tamní kapličce.